# (74127) 1998 QG61
(74127) 1998 QG61 – planetoida z pasa głównego asteroid okrążająca Słońce w ciągu 4,46 lat w średniej odległości 2,71 j.a. Odkryta 23 sierpnia 1998 roku.